# نوابیس
نوابیس (انگلیسی: Novabase) شرکت فناوری اطلاعات پرتغالی است، که در سال ۱۹۸۹ تأسیس شد.